# San Potito Sannitico
San Potito Sannitico är en ort och kommun i provinsen Caserta i regionen Kampanien i Italien. Kommunen hade 1 922 invånare (2017).